# Dörenther Klippen

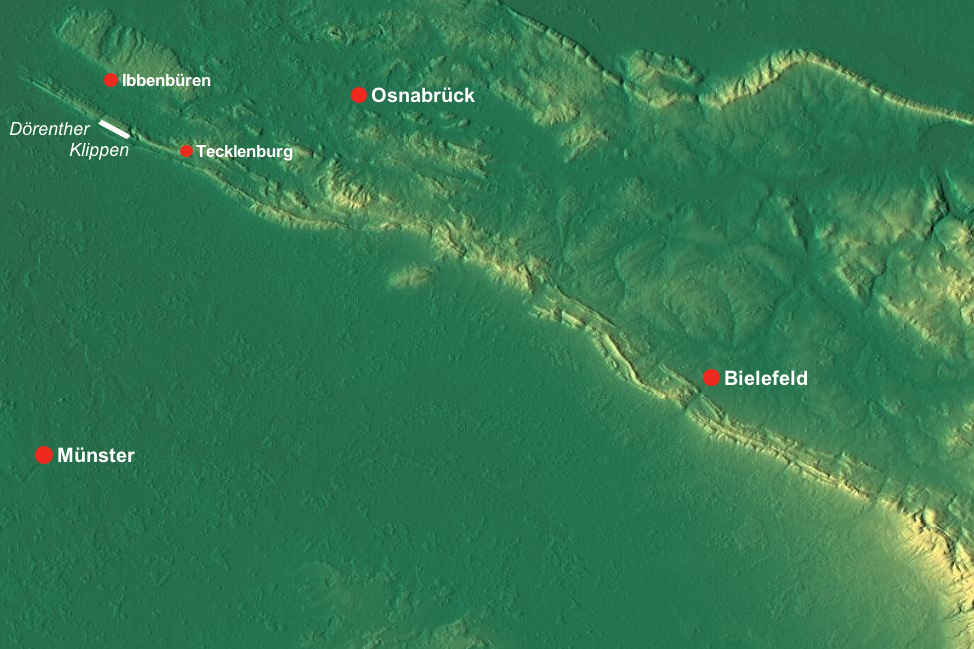
Lage der Dörenther Klippen (oben links) im quer durch die Reliefkarte verlaufenden Teutoburger Wald

Die Dörenther Klippen sind eine rund 4 km lange und bis 159 m ü. NHN hohe Sandstein-Felsformation entlang des oberen Südwesthangs des Teutoburger Waldes (Osning) im Tecklenburger Land (Kreis Steinfurt) in Nordrhein-Westfalen. Der überwiegende Teil der Klippen gehört zum Gebiet von Ibbenbüren, der kleinere Teil befindet sich auf Tecklenburger Gebiet. Herausragende Einzelfelsen sind der Dreikaiserstuhl im ostsüdöstlichen und das Hockende Weib im westnordwestlichen Teil. Zu einigen Felsgruppen und ihrer Namensgebung gibt es lokale Legenden – überregional bekannt sind die Klippen insbesondere durch das markante Hockende Weib, um das sich eine tragische Sage rankt.

## Geografie

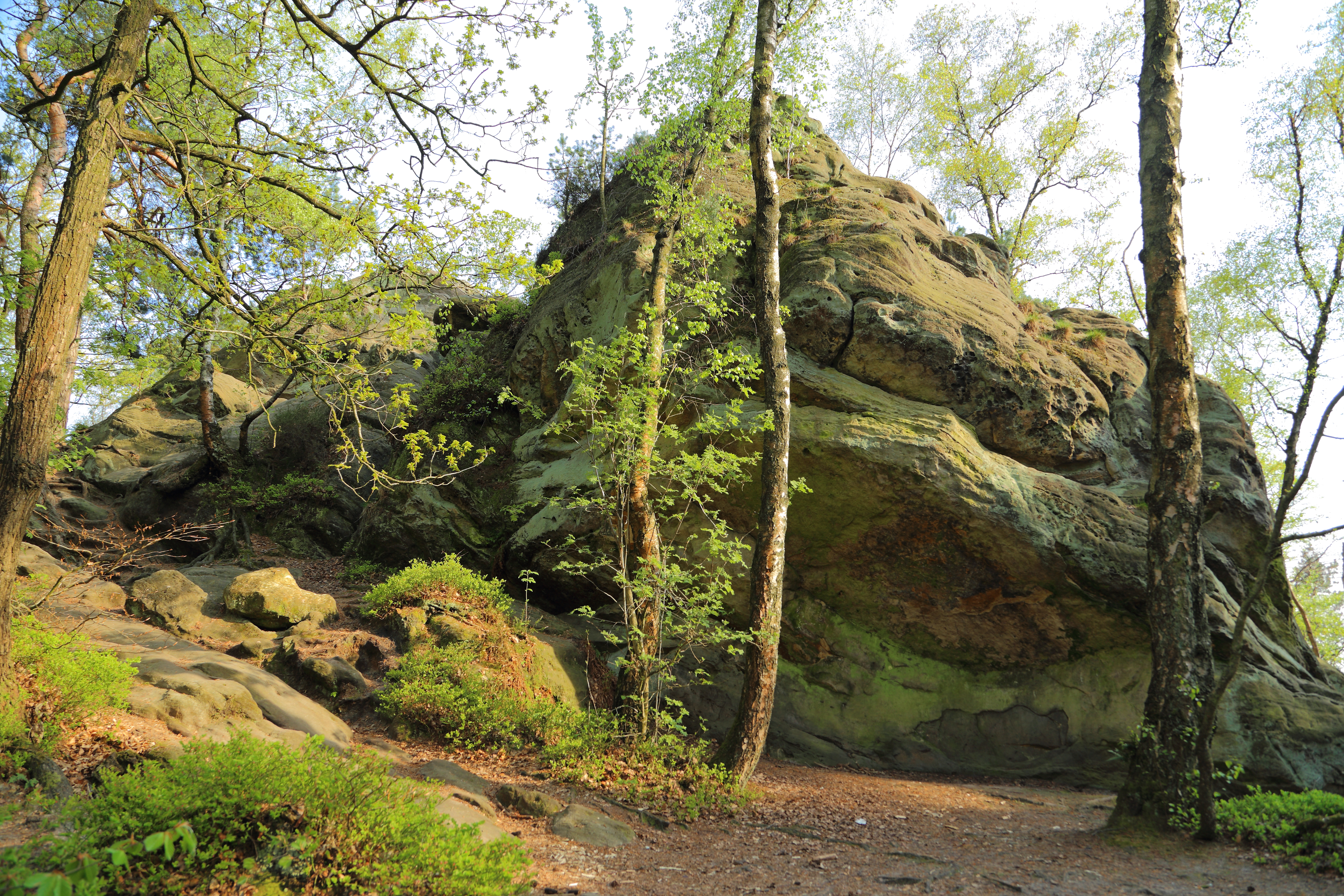
Typische Sandstein-Felsformationen.

In seiner Längsausdehnung grob begrenzt wird der Klippenzug durch zwei natürliche Pässe: Im Norden durch den Ibbenbürener Pass mit der B 219 und dem nahen wie namensgebenden Ibbenbürener Stadtteil Dörenthe, im Süden durch das Bocketal (K 24) mit der Strecke der Teutoburger Wald-Eisenbahn und dem Tecklenburger Ortsteil Brochterbeck.
Die bis zu 40 m hohen frei stehenden Felsen bestehen aus kreidezeitlichem, vor etwa 120 Millionen Jahren entstandenem Osning-Sandstein, der an der Osning-Störung um rund 45° aufgebogen wurde. Im Bereich der Klippen gibt es einige kleine Altsteinbrüche, in denen das als Baumaterial geschätzte Gestein gewonnen wurde.

## Naturschutz

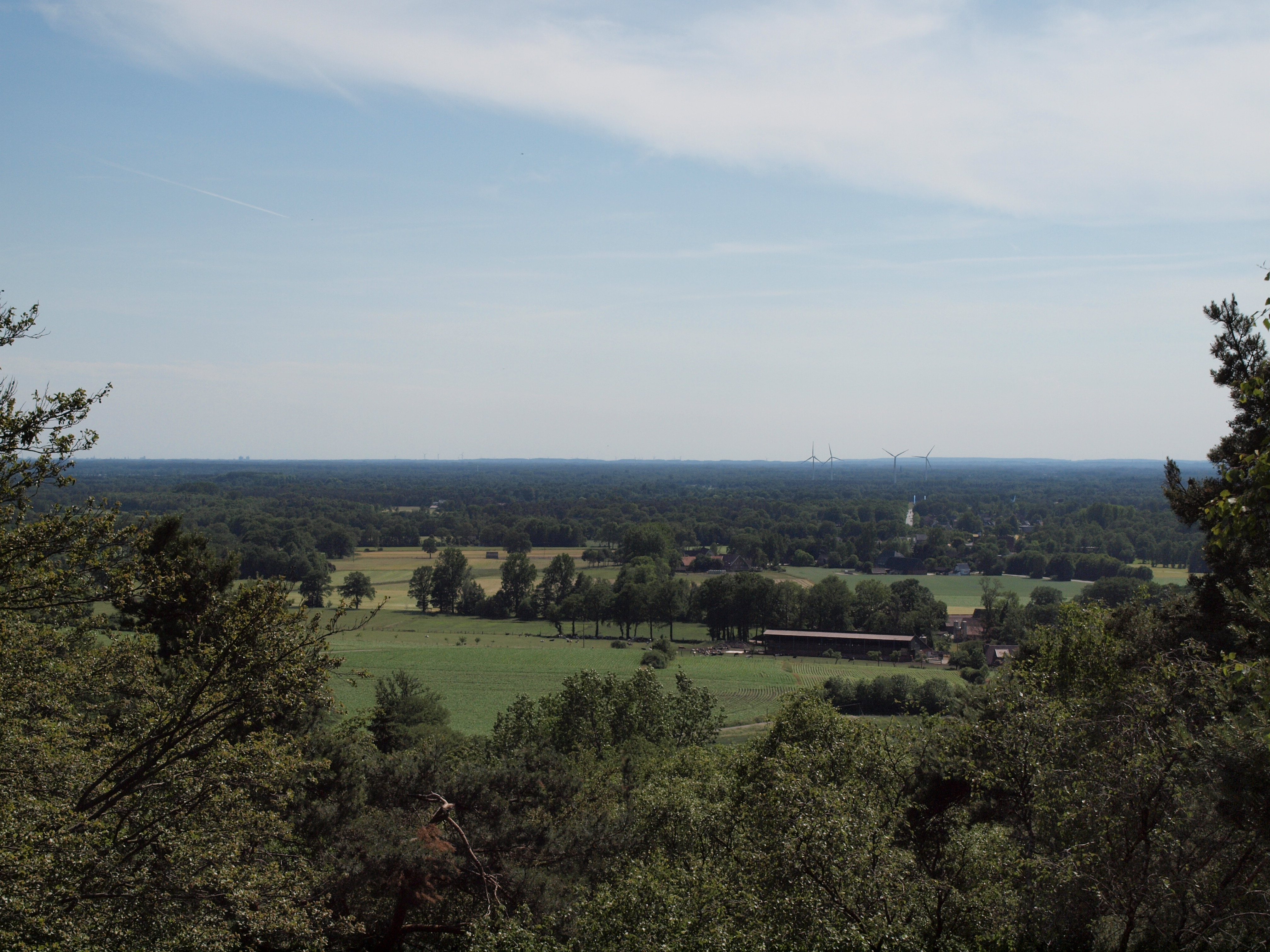
Ausblick von den Klippen ins Hinterland

Seit 2003 sind die kompletten Dörenther Klippen mit umgebenden Waldbeständen als etwa 59 ha großes Naturschutzgebiet ausgewiesen. Im Rahmen der Natura 2000 gehören die Felsen – gemeinsam mit dem südöstlich angrenzenden NSG Osterklee – zum FFH-Gebiet Sandsteinzug Teutoburger Wald und stehen damit auch unter europäischem Naturschutz.
Als schutzwürdig gelten neben den allgemeinen Biotopqualitäten der Felsbereiche und ihrer typischen Pioniervegetation mit begleitender Fauna insbesondere mehrere seltene und gefährdete Moose und Flechten. Nachgewiesen wurden im Gebiet über 150 Moos- und Flechtenarten, 32 davon gelten als landesweit gefährdet. Des Weiteren finden sich im Schutzgebiet einige Quellen und Reste historischer Wacholderheiden. Der vorwiegend in steilen Felsen brütende Uhu ist in der NSG-Verordnung ausdrücklich als maßgeblicher Bestandteil des Gebietes erwähnt.
Gefährdet ist das Gebiet vor allem durch die intensive Erholungsnutzung.

## Tourismus

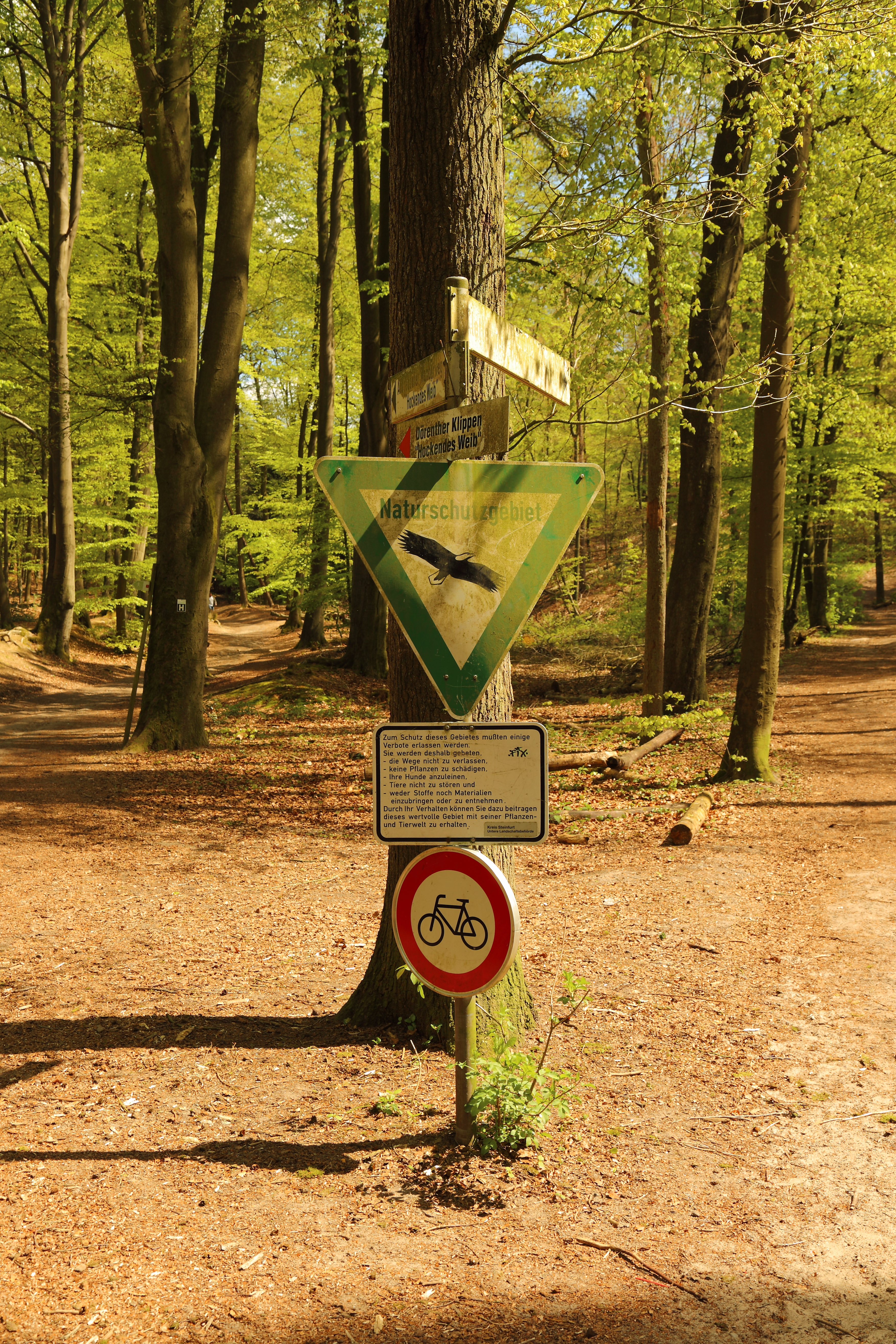
Durchfahrt verboten: Im Zuge der Besucherlenkung sind im Naturschutzgebiet einige Streckenabschnitte des Hermannsweges und der Teutoschleife Dörenther Klippen für Radfahrer gesperrt.

Die gesamten Dörenther Klippen sind Ziel von Ausflüglern und Wanderern. Von den Felskuppen bieten sich weite Ausblicke über das Tecklenburger Land in das Münsterland und über den Gebirgszug des Teutoburger Waldes. In direkter Nähe der Klippen, überwiegend oberhalb entlang der Felsköpfe, verläuft der Fernwanderweg Hermannsweg. Außerdem gibt es dort den Wanderweg Teutoschleife Dörenther Klippen. Einige Streckenabschnitte wurden zu Fußwanderwegen umgewidmet und sind für Radfahrer gesperrt, eigene Radfahrer-Streckenabschnitte fehlen allerdings.
Bereits Ende des 19. Jahrhunderts begann die touristische Nutzung der Klippen, Ausflugsziel war vor allem das Hockende Weib. In der ersten Hälfte des 20. Jahrhunderts entstanden in der Nähe mehrere touristische Gewerbebetriebe, unter anderem ein Märchenwald, eine Sommerrodelbahn und mehrere Gastronomieeinrichtungen. Die Almhütte im Wald liegt direkt am Hermannsweg beim Hockenden Weib und wird bis heute als Gastronomiebetrieb geführt. In der zweiten Hälfte des 20. Jahrhunderts wurden die Campingplätze Dörenther Klippen (Ibbenbüren) und Bocketal (Tecklenburg) eingerichtet.
Ungefähr seit den 1980er Jahren werden die Felsen verstärkt von Kletterern genutzt. Das Beklettern ausgewählter Kletterfelsen im Naturschutzgebiet – namentlich der Bereiche Plissetal in der Gemarkung Ibbenbüren sowie Sattelfels, Königstein und Dreikaiserstuhl in der Gemarkung Brochterbeck – ist auf Grund einer vertraglichen Vereinbarung zwischen der Bezirksregierung Münster, dem Kreis Steinfurt sowie den Klettersportvereinen DAV und Bergfreunde Ibbenbüren weiterhin erlaubt. Zum Schutz der Felsvegetation und der Fauna verzichten die Kletterer dabei unter anderem auf die Einrichtung neuer Kletterrouten und den Gebrauch von Magnesia. Es besteht ein generelles Übernachtungs- und Kletterverbot nach 21 Uhr, und in der Vereinbarung wurden für die Kletterfelsen jeweils zulässige Höchstzahlen gleichzeitiger Kletterer festgelegt. Die Vereine übernehmen den Aufsichtsdienst vor Ort (Kontrolle der Einhaltung der Kletterregelungen) und darüber hinaus Wartungs- und Pflegemaßnahmen, sowohl für die klettertechnischen Einrichtungen als auch im Sinne des Naturschutzes (Freihaltung einiger Felsköpfe, Wegeunterhaltung, Verhinderung der Trampelpfadentstehung, Erosionsschutz). Aufgrund eines Kletterverbots des Eigentümers wird auf das Beklettern der Wolfsschlucht seit 2012 durch die Bergfreunde Ibbenbüren verzichtet. Sämtliche Hinweise auf den Felsen wurden auf der Homepage des Vereins entfernt.

## „Hockendes Weib“

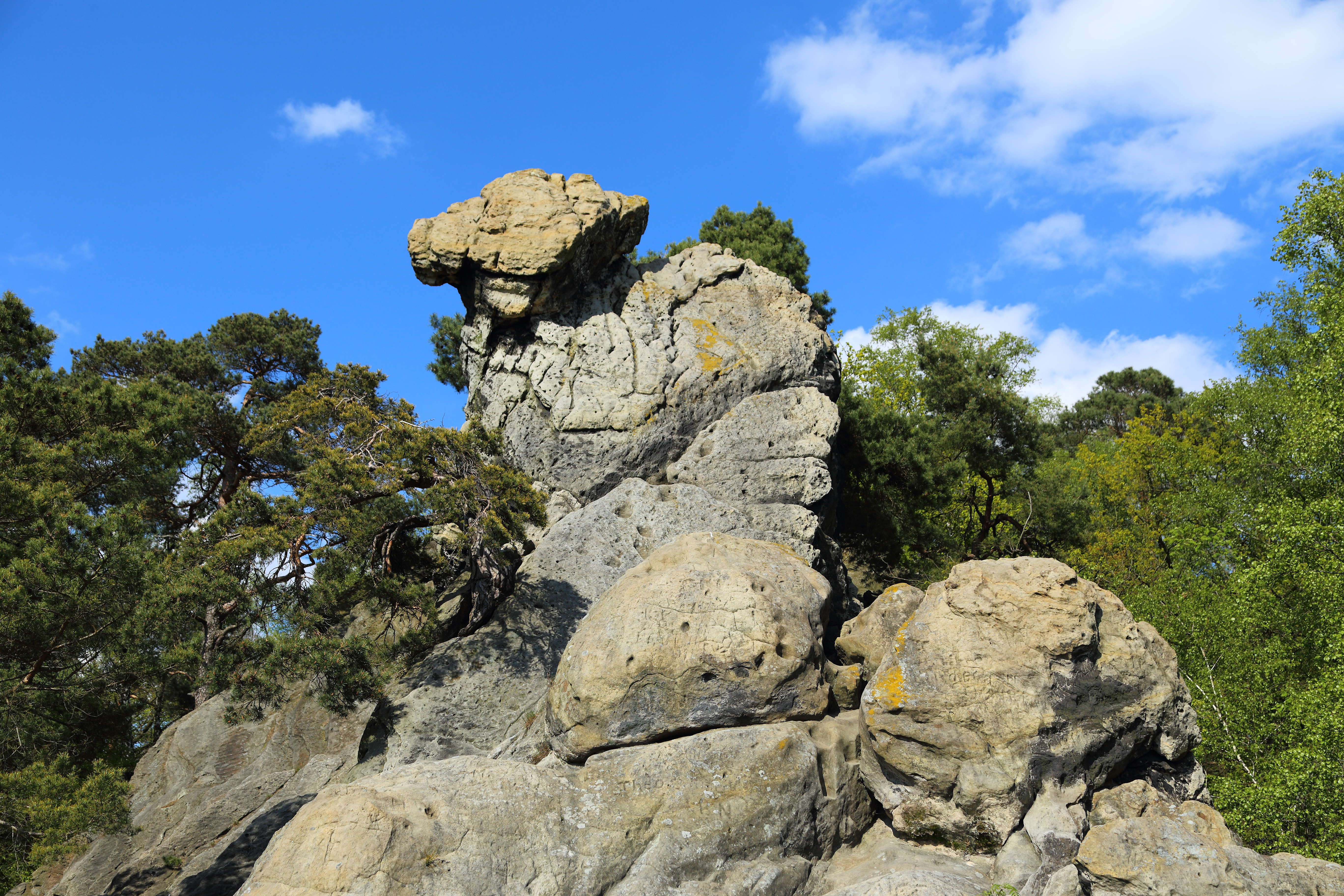
Der Felsen Hockendes Weib in den Dörenther Klippen 2015

Das Hockende Weib ist ein Felsgebilde im westnordwestlichen Abschnitt der Klippenkette, das einer hockenden Frau ähnelt und als ein Wahrzeichen von Ibbenbüren dient. Mit ihm verbindet sich eine weithin bekannte, in ähnlicher Form jedoch auch in anderen Regionen verbreitete Sage. Deren Inhalt zufolge erstarrte eine heldenhafte Frau in Vorzeiten zu Stein, was namensgebend war.
Diese Frau soll als Mutter mehrerer Kinder in der Nähe der Klippen gelebt haben. Damals sollen die Meeresfluten häufig bis direkt an die Berge gereicht haben. Die Frau, die ihre Kinder vor der außergewöhnlich schnell und hoch steigenden Flut retten wollte, soll sie auf ihre Schultern gehoben und sicher über die Wassermassen gehalten haben, selbst stand bzw. „hockte“ sie dabei im Wasser. Nach langem Warten, Bangen und Beten soll Gott die Flut schließlich wieder zurückgeschickt haben, das Leben der Kinder war gerettet, das „Weib“ jedoch war zu Stein geworden. Ebenso wird das Thema in Josef Seilers Gedicht Die Dörenther Klippen und das hockende Weib mit den Anfangsversen „Das Wasser! Das Wasser! Es kommt, es kommt!“ behandelt.
Seit 2002 steht vor dem Ibbenbürener Rathaus eine Sandstein-Skulptur, die diese Sage künstlerisch aufgreift und in moderner Fassung präsentieren soll.
Nach dem Tod von Erna Langhorst im November 2011 erbten die von Bodelschwinghschen Stiftungen Bethel ein zwölf Hektar großes Gelände, auf dem sich unter anderem das Hockende Weib befindet. Die Stiftungen haben das Gelände aus Sicherheitsgründen zunächst gesperrt und versuchen das Naturdenkmal zu veräußern. Dazu stehen sie mit der Stadt Ibbenbüren in Kontakt. Der Wert des Geländes wird auf etwa eine halbe Million Euro geschätzt.